# Pêro Escobar

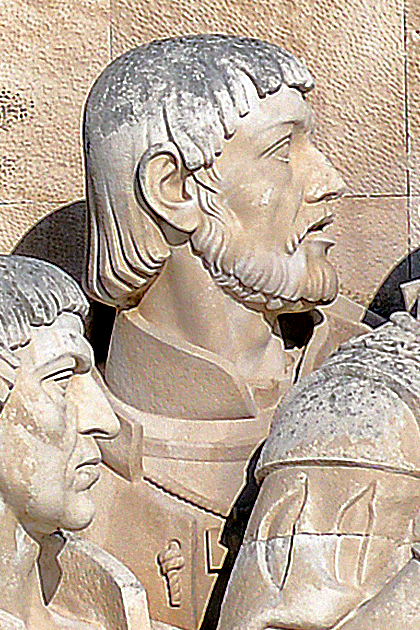
Pêro Escobar

Pêro Escobar (15e eeuw) was een Portugese ontdekkingsreiziger. Samen met João de Santarém kreeg hij de opdracht van Fernão Gomes om de Golf van Guinee te verkennen. In 1471 meerde hij aan in de stad Sassandra in Ivoorkust en ontdekte hij de goudmijn Elmina en de Nigerdelta in Ghana. Het jaar later ontdekte hij de eilanden van Sao Tomé en Principe.
Hij wordt ook vermeld in andere ontdekkingsreizen. Hij was aanwezig tijdens de eerste reis van Diogo Cão (1482), de eerste reis van Vasco da Gama (1497) en bij de ontdekking van Brazilië in 1500 samen met Pedro Álvares Cabral.